# La cometa azul
La cometa azul ( 蓝风筝 en chino simplificado; 藍風箏 en chino tradicional; Lán fēngzheng en pinyin) es una película dramática de 1993 dirigida por Tian Zhuangzhuang y escrita por Xiao Mao. Debido a su temática, fue prohibida por el gobierno chino y se penalizó a Tian con una prohibición de realizar películas durante diez años,  la película encontró una audiencia internacional receptiva. Junto con To Live, de Zhang Yimou, y Farewell My Concubine, de Chen Kaige, La cometa azul es considerado como uno de los ejemplos por excelencia del cine chino de quinta generación al revelar el impacto de movimientos políticos, como el movimiento antiderechista y la Revolución Cultural, sobre directores que crecieron en los años 1950 y 1960.
La película ganó el Gran Premio en el Festival Internacional de Cine de Tokio y el premio a la Mejor Narrativa en el Festival Internacional de Cine de Hawái, ambos en 1993.

## Trama
La historia se centra en una familia, desde la perspectiva de un niño (铁头, Tietou, que literalmente significa "cabeza de hierro"), durante las décadas de 1950 y 1960 en Pekín, conforme experimentan la Campaña de las Cien Flores, el Gran Salto Adelante y la Revolución Cultural.

## Temas
La película muestra una serie de figuras paternas en la vida de Tietou, y cómo cada uno de los padres, de alguna manera, ofende al Partido Comunista y ninguno logra brindar una vida feliz a su familia. Se usan muchos símbolos para presentar que el partido está reemplazando a la propia familia: entre más control toma el gobierno, los personajes muestran menos emociones y están más deprimidos. También se presenta al partido intentando debilitar a sus críticos, de manera que nadie puede escapar: ni el estudiante, ni el bibliotecario, ni el soldado que luchó por esos mismos ideales.
Debido a su temática e historia, el gobierno de China prohibió su exhibición en China continental.

## Reparto
- Tian Yi - Tietou de infante
- Wenyao Zhang - Tietou de niño
- Xiaoman Chen - Tietou de adolescente
- Liping Lü - Chen Shujuan
- Cunxin Pu - Ling Shaolong
- Xuejian Li - Li Guodong (Tío Li)
- Baochang Guo - Tercer esposo

## Premios y nominaciones
| Año  | Festival                                  | Premio                                | Nominación                        | Resultado  |
| ---- | ----------------------------------------- | ------------------------------------- | --------------------------------- | ---------- |
| 1993 | Festival Internacional de Cine de Chicago | Mejor Dirección                       | Tian Zhuangzhuang                 | Ganador    |
| 1993 | Festival Internacional de Cine de Chicago | Mejor Película                        | La cometa azul                    | Nominación |
| 1993 | Premios Independent Spirit                | Mejor Película Extranjera             | La cometa azul                    | Nominación |
| 1993 | Festival Internacional de Cine de Tokio   | Gran Premio                           | La cometa azul                    | Ganador    |
| 1993 | Festival Internacional de Cine de Tokio   | Mejor Actriz                          | Liping Lü                         | Ganadora   |
| 1993 | Festival Internacional de Cine de Tokio   | Mención Especial - Talento del Futuro | Xiaoman Chen Wenyao Zhang Tian Yi | Ganadores  |